# Laelida antennata
Laelida antennata là một loài bọ cánh cứng trong họ Cerambycidae.